# AEIOU

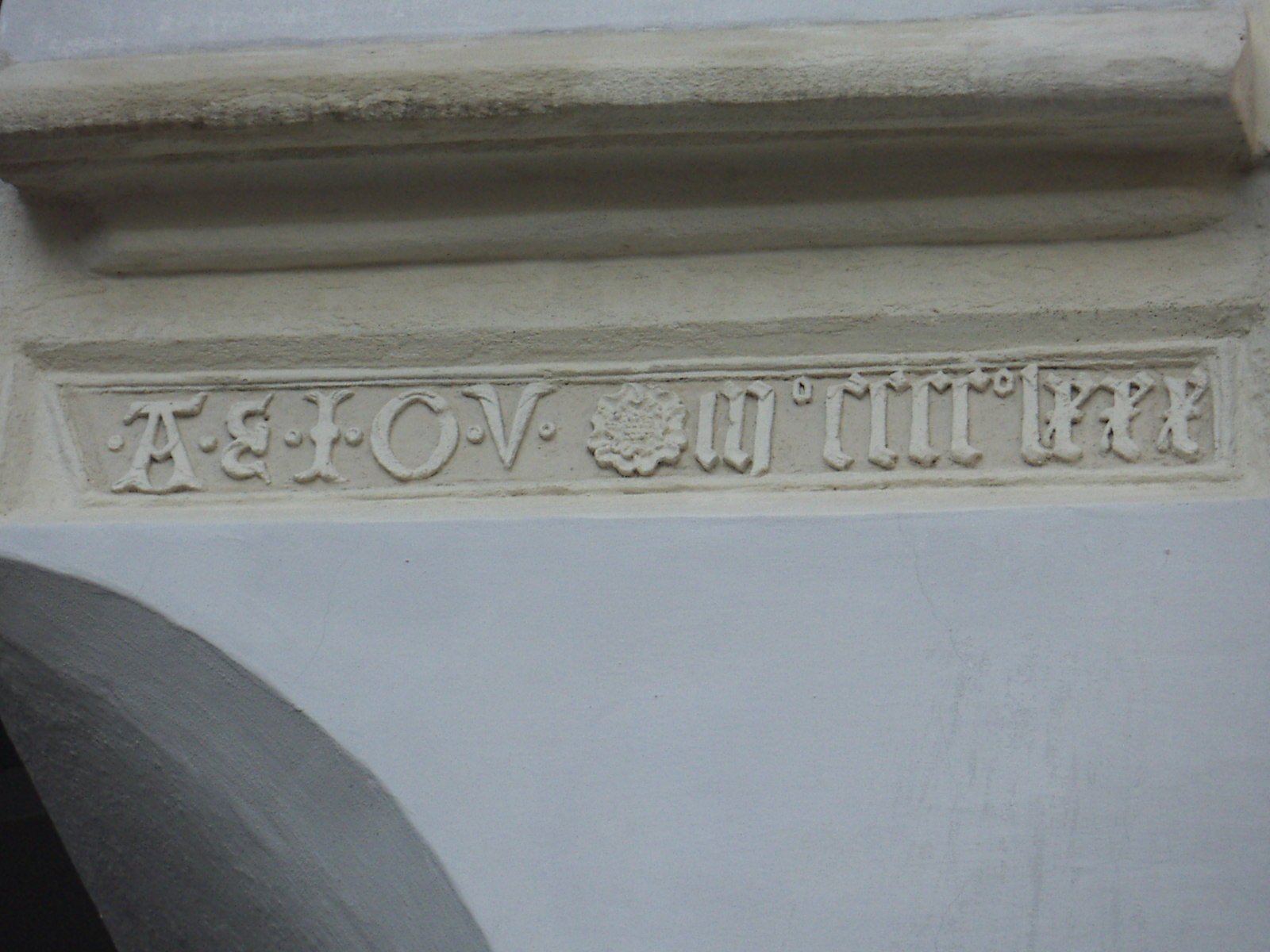
AEIOU op de Steiner Tor in Krems, Oostenrijk

AEIOU is een klinkercombinatie die de Habsburgse keizer Frederik III (1415-1493) op veel representatieve gebouwen in Wenen liet aanbrengen.
De betekenis van de afkorting is niet bekend. Voorkomende interpretaties zijn:
- Austria est imperio optime unita
- Austria erit in orbe ultima (Oostenrijk zal er altijd zijn)
- Austriae est imperare orbi universo (Het is aan Oostenrijk de wereld te beheersen)
- Alles Erdreich ist Österreich untertan (Het gehele aardrijk is aan Oostenrijk onderworpen)
- Anagram van Ieoua (Jehova)